# Parabiago (stacja kolejowa)
Parabiago (włoski: Stazione di Parabiago) - stacja kolejowa w Parabiago, w regionie Lombardia, we Włoszech. Znajdują się tu 2 perony.